# Prentiss County
Prentiss County är ett administrativt område i delstaten Mississippi, USA. År 2010 hade countyt 25 276 invånare. Den administrativa huvudorten (county seat) är Booneville. 

## Geografi
Enligt United States Census Bureau har countyt en total area på 1 083 km². 1 075 km² av den arean är land och 8 km² är vatten. 

### Angränsande countyn
- Alcorn County - nord
- Tishomingo County - öst
- Itawamba County - sydost
- Lee County - sydväst
- Union County - väst
- Tippah County - nordväst

### Städer och samhällen
- Cities
  - Baldwyn (även Lee County)
  - Booneville

- Towns
  - Jumpertown
  - Marietta